# Hertha von Walther
Hertha Stern und Walter von Monbary, más conocida por su nombre artístico Hertha von Walther, (Hildesheim, Imperio alemán, 12 de junio de 1903 – Múnich, Alemania Occidental, 12 de abril de 1987) fue una actriz de cine, teatro y televisión alemana. A lo largo de su dilatada carrera protagonizó más de ochenta películas, entre 1921, que hizo su debut en la película Julot, der Apache y 1983, en que se retiró definitivamente de los escenarios.

## Biografía

### Infancia y juventud
Hertha von Walther nació como Hertha Stern und Walther von Monbary el 12 de junio de 1903 en la familia formada por Clara Stern und Walther von Monbary (de soltera Gabain) y el general prusiano Arthur Stern und Walther von Monbary (1853-1917). Su padre había nacido como Arthur Stern-Gwiazdowski en Polonia de una madre de ascendencia francesa y era hijo adoptivo de Rudolf Walther von Monbary. A los 17 años, von Walther dejó el internado al que asistía en Wolfenbüttel y fue a la escuela de interpretación de Leipzig con una beca. Su primera experiencia escénica llegó en la Ópera de Leipzig, donde actuó como extra. Más tarde se mudó a Berlín y encontró trabajo en el Theater am Zoo y el Renaissance Theater.

### Carrera cinematográfica
Debutó en el cine con la película alemana Julot, der Apache (1921), seguida al año siguiente con Herzog Ferrantes Ende (1922). Apareció como extra en Tragedy of Love (1923), protagonizada por Mia May, Emil Jannings y una joven Marlene Dietrich, además de interpretar un papel no acreditado en Joyless Street (1925), dirigida por G.W. Pabst y protagonizada por Asta Nielsen y una aún no muy conocida Greta Garbo. El primer gran éxito de von Walther fue en la película Mountain of Destiny (1924), en la que actuó junto a Hannes Schneider, Frida Richard y Erna Morena. Pabst la dirigió nuevamente en películas como Secrets of a Soul (1926), The Love of Jeanne Ney (1927) y The Devious Path (1928). Otras películas exitosas en las que apareció incluyen Faust (1926), Der Geisterzug (1927), Die Weber (1927), Dr. Bessels Verwandlung (1927) y Spione (1928). Hizo con éxito la transición al cine sonoro y continuó apareciendo en multitud de películas a principios de la década de 1930, entre ellas la película M de Fritz Lang, en la que interpretaba a una prostituta.  
En 1935, se casó con el director Paul May, quien, junto con su madre, la animaron a dejar de actuar. von Walther y May se divorciaron en 1936, por lo que volvió a actuar en papeles menores, apareciendo en Sergeant Berry (1938) y Ich verweigere die Aussage (1938). Durante la Segunda Guerra Mundial, participó en varias giras de apoyo a las tropas por Francia, los Países Bajos y Rusia. En junio de 1943, la Gestapo intentó contratarla como agente, lo que provocó que huyera a Portugal, y luego a Brasil en 1948. Allí vivió con su segundo marido, el geólogo ruso Alexander Scherbina, en una remota región minera.
Hertha von Walther regresó a los escenarios actuando en el Deutsche Kammerspiele en Río de Janeiro, antes de regresar sola a Alemania en 1960. En Alemania, se fue de gira y continuó apareciendo en el escenario, además de interpretar pequeños papeles en películas y programas de televisión. Su última aparición en pantalla fue en la película para televisión Solo Run (1983).  Hertha von Walther murió el 12 de abril de 1987 en Múnich a los 83 años de edad.    

## Filmografía selecta
A lo largo de su dilatada carrera Hertha von Walther actuó en más de ochenta películas muchas de ellas como protagonista principal. A continuación se listan algunas de sus películas más importantes o representativas
- 1921: Julot, der Apache
- 1922: Herzog Ferrantes Ende
- 1922: Am Rande der Großstadt
- 1924: Der Berg des Schicksals
- 1925: Die freudlose Gasse
- 1925: Frauen, die man oft nicht grüßt
- 1926: Geheimnisse einer Seele
- 1926: Faust – eine deutsche Volkssage
- 1926: Das Geheimnis von St. Pauli
- 1926: Die Flucht in die Nacht
- 1926: Der Herr des Todes
- 1927: Jugendrausch
- 1927: Svengali
- 1927: Der Geisterzug
- 1927: Die Weber
- 1927: Die Liebe der Jeanne Ney
- 1927: Dr. Bessels Verwandlung
- 1927: Doña Juana
- 1928: Ledige Mütter
- 1928: Spione (los espías)
- 1928: Abwege
- 1928: Mann gegen Mann
- 1928: Haus Nummer 17
- 1928: Das Geständnis der Drei
- 1928: Das Gesetz der schwarzen Berge
- 1929: Möblierte Zimmer
- 1929: Die Ehe
- 1929: Vererbte Triebe
- 1929: Die Schleiertänzerin
- 1930: Das Donkosakenlied
- 1930: Der Tiger
- 1930: Der Schuß im Tonfilmatelier
- 1930: Der Greifer
- 1931: Der Weg nach Rio
- 1931: M (M, el vampiro de Düsseldorf)
- 1931: Die Koffer des Herrn O.F.
- 1932: Das erste Recht des Kindes
- 1932: Tannenberg
- 1933: Das Blumenmädchen vom Grand-Hotel
- 1934: So endete eine Liebe
- 1937: Der Tiger von Eschnapur
- 1938: Sergeant Berry
- 1938: Die Nacht der Entscheidung
- 1939: Ich verweigere die Aussage
- 1940: Unser kleiner Junge
- 1942: Stimme des Herzens
- 1943: Wildvogel
- 1963: Das Kriminalmuseum (Serie) – La fotocopia
- 1966: Wilder Reiter GmbH
- 1967: Das Kriminalmuseum (Serie) – La bolsa de viaje
- 1970: Jonathan
- 1970: Schulmädchen-Report: Was Eltern nicht für möglich halten
- 1970: Engel, die ihre Flügel verbrennen
- 1976: Rosemaries Tochter
- 1977: Das Schlangenei
- 1978: Leidenschaftliche Blümchen